# 隅黏盲鰻
隅黏盲鰻，為盲鳗科黏盲鰻屬的其中一種。分布於中西大西洋加勒比海La Punta de los Remedios附近海域，為深海魚類，棲息深度可達488公尺，體延長呈圓柱狀，體後方側扁，眼退化為皮膚所覆蓋，無上下頜，口腔外緣具四對鬚，黏液孔具有80個，體長可達22公分，屬肉食性，生活習性不明。